# St-Pierre (Vers-Pont-du-Gard)

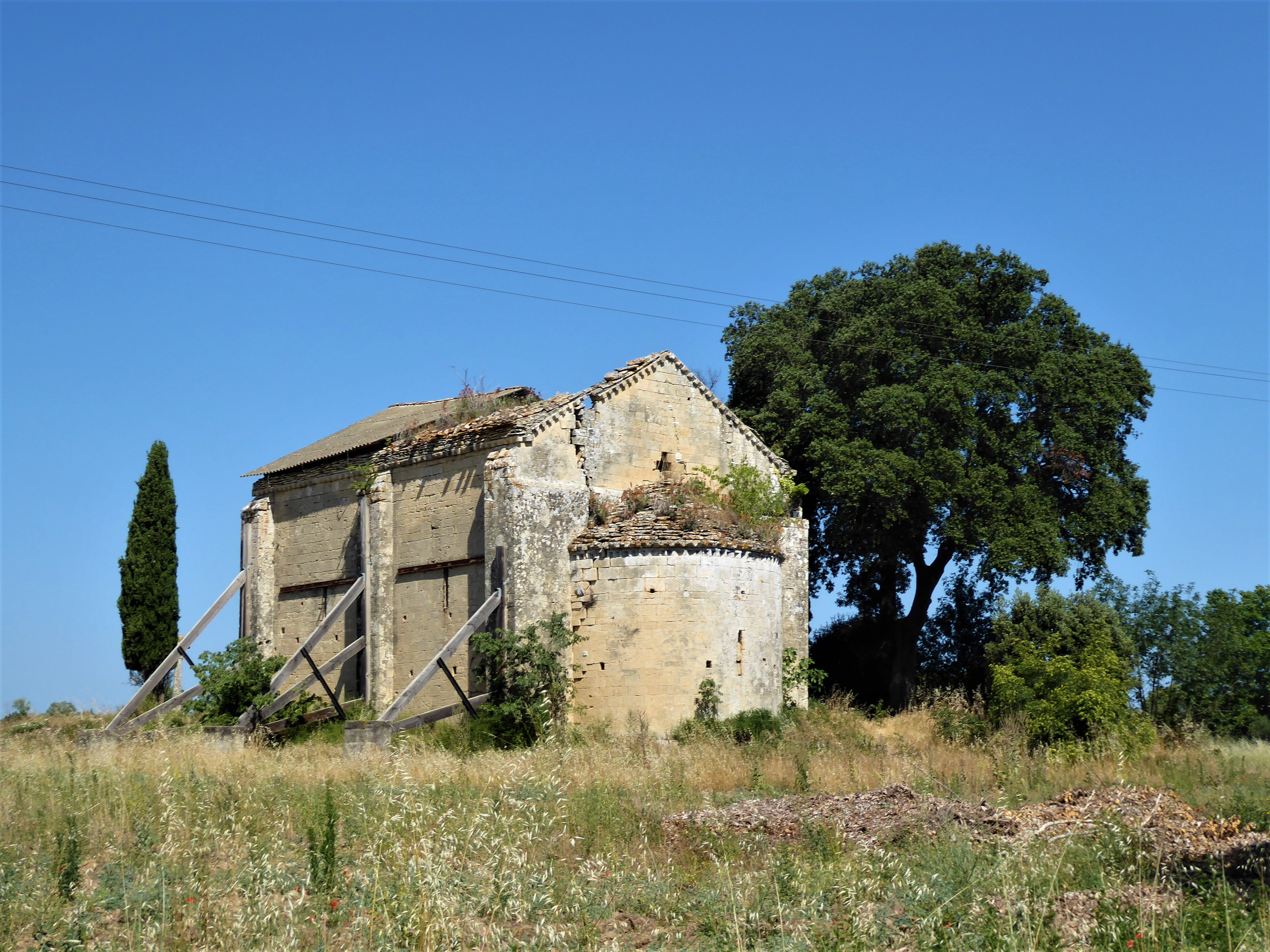
Die Ruine der Kapelle St-Pierre

St-Pierre ist die Ruine einer romanischen Prioratskapelle in Vers-Pont-du-Gard im französischen Département Gard. Die Ruine ist seit 1992 als Monument historique klassifiziert.

## Beschreibung
Die durch das Priorat St-Pierre-ès-Liens im 12. Jahrhundert errichtete Kapelle befindet sich auf dem Gelände einer älteren gallo-römischen Siedlung. Eine dort gefundene Inschrift, die in das 6. Jahrhundert datiert wird, stellt Bezüge zu einem Pilgerziel hier her. Die Kapellenruine selber stellt heute den einzigen erhalten Baubestand des Priorats und der Siedlung dar. Das Priorat gehörte zum Stift Notre-Dame in Beaucaire.
Die französische Denkmälerverwaltung bezeichnet die romanische Kapelle als „nahezu perfekten Typus der romanischen Kapellen in der Region.“ Sie umfasst ein einschiffiges Langhaus, welches mit einem Tonnengewölbe versehen ist, das von einer niedrigeren und schmaleren Apsis im Osten geschlossen wird. Die einzige Dekoration der in strengen romanischen Formen ausgeführten Kapelle ist ein gezacktes Fries, welches die Apsis im Äußeren nach oben abschließt. Während das Langhaus teilweise eingestürzt ist, ist die originale Überwölbung der Apsis erhalten.